# Atos (mitología)

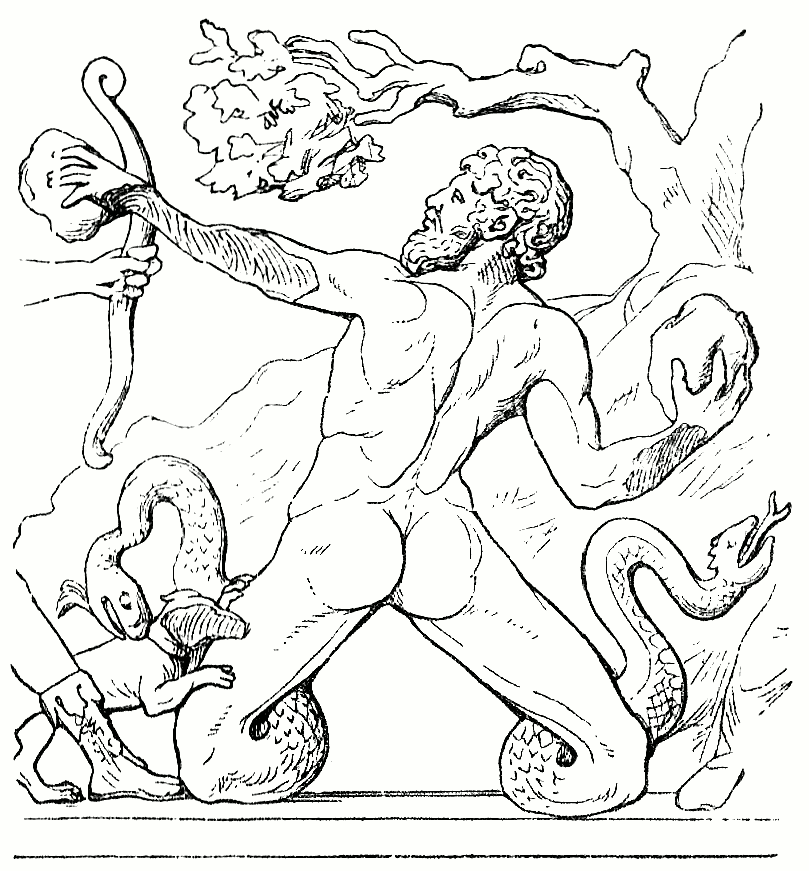
Gigante anguípedo luchando contra los dioses. Dibujo de un relieve de la Gigantomaquia.

En la mitología griega Atos o Ato (en griego Ἄθως, Áthōs) era uno de los gigantes, procedente de Tracia, que se alzaron contra los dioses. Era hijo de Poseidón y de la náyade Ródope, hija de Estrimón. El monte Atos tomó su nombre de este. Eustacio dice que entonces Poseidón atrapó a Atos bajo la montaña. Estéfano de Bizancio atribuyó la historia a una obra perdida de Nicandro, en la que al parecer describía a Poseidón lanzando dos bloques con sus manos contra el gigantesco Atos.